# Natación en los Juegos Olímpicos de Pekín 2008 – 200 metros braza masculino
El evento de 200 metros braza masculino en los Juegos Olímpicos de Pekín 2008 tuvo lugar del 12 al 14 de agosto en el Centro Acuático Nacional de Pekín.

## Récords
Antes de esta competición, el récord mundial y olímpico existentes eran los siguientes:
| Récord mundial  | Kōsuke Kitajima | 2:07,51 | Tokio, Japón   | 08/06/2008 |
| Récord olímpico | Kōsuke Kitajima | 2:09,44 | Atenas, Grecia | 18/08/2004 |

Los siguientes récords olímpicos fueron establecidos durante esta competición:
| Fecha      | Evento      | Nombre          | País    | Tiempo  | Récord |
| ---------- | ----------- | --------------- | ------- | ------- | ------ |
| 12/08/2008 | Serie 5     | Paolo Bossini   | Italia  | 2:08,98 | RO     |
| 12/08/2008 | Serie 7     | Dániel Gyurta   | Hungría | 2:08,68 | RO     |
| 13/08/2008 | Semifinal 1 | Kōsuke Kitajima | Japón   | 2:08,61 | RO     |
| 14/08/2008 | Final       | Kōsuke Kitajima | Japón   | 2:07,64 | RO     |

## Resultados

### Semifinales

#### Semifinal 1
| Pos. | Calle | Nombre          | País           | Tiempo  | Notas |
| ---- | ----- | --------------- | -------------- | ------- | ----- |
| 1    | 3     | Kōsuke Kitajima | Japón          | 2:08,61 | Q, RO |
| 2    | 2     | Scott Spann     | Estados Unidos | 2:09,08 | Q     |
| 3    | 4     | Paolo Bossini   | Italia         | 2:09,95 | Q     |
| 4    | 5     | Hugues Duboscq  | Francia        | 2:09,97 | Q     |
| 5    | 7     | Andrew Bree     | Irlanda        | 2:10,16 | RN    |
| 6    | 6     | William Diering | Sudáfrica      | 2:10,21 |       |
| 7    | 1     | Igor Borysik    | Ucrania        | 2:10,99 |       |
| 8    | 8     | Glenn Snyders   | Nueva Zelanda  | 2:12,07 |       |

#### Semifinal 2
| Pos. | Calle | Nombre               | País           | Tiempo  | Notas |
| ---- | ----- | -------------------- | -------------- | ------- | ----- |
| 1    | 3     | Mike Brown           | Canadá         | 2:08,84 | Q, RN |
| 2    | 1     | Brenton Rickard      | Australia      | 2:09,72 | Q     |
| 3    | 4     | Dániel Gyurta        | Hungría        | 2:09,73 | Q     |
| 4    | 5     | Loris Facci          | Italia         | 2:09,75 | Q     |
| 5    | 3     | Neil Versfeld        | Sudáfrica      | 2:10,06 | AF    |
| 6    | 6     | Eric Shanteau        | Estados Unidos | 2:10,10 |       |
| 7    | 8     | Kristopher Gilchrist | Reino Unido    | 2:10,27 | RN    |
| 8    | 7     | Vladislav Polyakov   | Kazajistán     | 2:11,87 |       |

### Final
| Pos.              | Calle | Nombre          | País           | Tiempo  | Notas |
| ----------------- | ----- | --------------- | -------------- | ------- | ----- |
| Medalla de oro    | 4     | Kōsuke Kitajima | Japón          | 2:07,64 | RO    |
| Medalla de plata  | 6     | Brenton Rickard | Australia      | 2:08,88 | OC    |
| Medalla de bronce | 8     | Hugues Duboscq  | Francia        | 2:08,94 | RN    |
| 4                 | 5     | Mike Brown      | Canadá         | 2:09,03 |       |
| 5                 | 2     | Dániel Gyurta   | Hungría        | 2:09,22 |       |
| 6                 | 3     | Scott Spann     | Estados Unidos | 2:09,76 |       |
| 7                 | 7     | Loris Facci     | Italia         | 2:10,57 |       |
| 8                 | 1     | Paolo Bossini   | Italia         | 2:11,48 |       |